# Vezio Mezzetti
Vezio Mezzetti (Olevano Romano, 11 febbraio 1907 – cielo di Malta, 17 dicembre 1941) è stato un aviatore e ufficiale italiano, decorato di Medaglia d'oro al valor militare alla memoria nel corso della seconda guerra mondiale.

## Biografia
Nacque a Olevano Romano, provincia di Roma, l'11 febbraio 1907.  Dopo aver conseguito il diploma di ragioniere presso l'Istituto tecnico della Capitale, venne ammesso a frequentare il corso come ufficiale di complemento della Regia Aeronautica, venendo promosso sottotenente nel luglio 1928. Previa rinuncia del grado fu ammesso a frequentare la Regia Accademia Aeronautica di Caserta divenendo sottotenente in servizio permanente effettivo nel 1930. Divenuto tenente l'anno successivo frequentò la Scuola Caccia, al termine della quale fu mandato in servizio al 4º Caccia Terrestre. Nel 1934 frequentò il corso per piloti di alta velocità presso il RAV di Desenzano del Garda, entrando successivamente in servizio presso il 13º Stormo Bombardamento Terrestre, e una volta promosso capitano al 2º Caccia Terrestre. Nel maggio dello stesso anno, a seguito del suo reparto, l'8º Gruppo C.T., si trasferì sul campo d'avizione di El Adem, in Libia.
Rientrato in Patria nel 1938 prestò per un breve periodo servizio presso l'Ispettorato Scuole, e poi presso il comando della 3ª Zona Aerea Territoriale. Alla fine dello stesso anno partì volontario per combattere in Spagna. Tornò in Italia nell'aprile 1939 venendo promosso maggiore per meriti straordinari, e nominato comandante del 21º Gruppo all'atto delle costituzione del 51º Caccia Terrestre, allora equipaggiato con un misto di caccia Fiat C.R.32 e Fiat G.50 Freccia
All'atto dell'entrata in guerra del Regno d'Italia, avvenuta il 10 giugno 1940, chiese, ed ottenne, il comando del 6º Gruppo del 1º Caccia Terrestre, allora equipaggiato con i caccia Aermacchi C.200 Saetta e di stanza sull'aeroporto di Fontanarossa. Il 21 giugno 1941 iniziò il riequipaggiamento del gruppo con i nuovi Aermacchi C.202 Folgore sull'aeroporto di Campoformido, al termine del quale il reparto fu mandato Africa settentrionale italiana. Tenente colonnello per meriti di guerra, nel novembre 1941 il gruppo si trasferì sull'aeroporto di Martuba. Cadde in combattimento il 17 dicembre 1941 sul cielo di Malta, e per onorarne il coraggio fu decretata la concessione della Medaglia d'oro al valore militare alla memoria, massima onorificenza italiana.
A lui è intitolata la 1ª Brigata aerea "operazioni speciali".

### Annotazioni
1. ↑  Il reparto era allora equipaggiato con i caccia Fiat C.R.30.

### Fonti
1. 1 2 3 4  Ufficio Storico dell'Aeronautica Militare 1969, p. 219.
2. 1 2 3 4 5 6  Combattenti Liberazione.
3. 1 2  Ufficio Storico dell'Aeronautica Militare 1977, p. 15.
4. ↑  Ufficio Storico dell'Aeronautica Militare 1977, p. 161.
5. ↑  Ufficio Storico dell'Aeronautica Militare 1977, p. 9.
6. 1 2 3  Dunning 1988, p. 22.
7. ↑   Onorificenze: Vezio Mezzetti, su Quirinale.it. URL consultato il 15 febbraio 2016.
8. ↑  Bollettino Ufficiale 1942 disp.42, pag.2234, e disp.49 pag.2637.